# Powiat Šaľa
Powiat Šaľa (słow. okres Šaľa) – słowacka jednostka podziału terytorialnego znajdująca się w kraju nitrzańskim. Zamieszkiwany jest przez 54 000 obywateli (w roku 2001) z czego 61,9% stanowią Słowacy, 35,7% Węgrzy. Powiat Šaľa zajmuje obszar 356 km², średnia gęstość zaludnienia wynosi 151,69 osób na km².
Siedzibą powiatu jest miasto Šaľa.